# Forgès
Forgès är en kommun i departementet Corrèze i regionen Nouvelle-Aquitaine i de centrala delarna av Frankrike. Kommunen ligger  i kantonen Argentat som tillhör arrondissementet Tulle. År 2022 hade Forgès 258 invånare.

## Befolkningsutveckling
Antalet invånare i kommunen Forgès
Referens:INSEE